# Nerea Barros Noya
Nerea Barros Noya (Santiago de Compostel·la, La Corunya, 12 de maig de 1981) és una actriu gallega.

## Biografia
Nerea Barros va ser infermera a l'Hospital Clínic de Santiago de Compostel·la, labor que compaginava amb petits papers com a actriu de cinema i teatre. Havia debutat al cinema amb setze anys, en 1997, en la pel·lícula Nena, del director gallec Xavier Bermúdez, amb qui va tornar a col·laborar en 2008, en la pel·lícula Rafael. En 2009 va obtenir el seu primer paper rellevant en la pantalla petita, a Matalobos, emesa per la Televisió de Galícia. Però no va ser fins a 2013 quan va guanyar una certa popularitat a causa de la seva participació a El tiempo entre costuras, sèrie de Antena 3 de l'adaptació de la novel·la de María Dueñas.
El 2014 va participar en La isla mínima, en la qual va interpretar el personatge de Rocío. El seu paper va ser guardonat amb el Premi Goya a millor actriu revelació.
Durant la Pandèmia per coronavirus de 2019-2020 va tornar a treballar d'infermera.

## Filmografia

### Cinema
| Any  | Pel·lícula        | Paper      |
| ---- | ----------------- | ---------- |
| 1997 | A nena            | Eli        |
| 2001 | Bellas durmientes | Jane       |
| 2004 | León y Olvido     | Dependenta |
| 2008 | Rafael            | Aurora     |
| 2010 | Volver a casa     | Sofía      |
| 2013 | O ouro do tempo   | Nerea      |
| 2014 | La isla mínima    | Rocío      |
| 2016 | Sol y Luna        | Sol        |

### Sèries de televisió
| Any         | Sèrie                       | Cadena    | Paper            | Notes       |
| ----------- | --------------------------- | --------- | ---------------- | ----------- |
| 2007        | MIR                         | Telecinco | Nerea            | 1 episodi   |
| 2009        | O Nordés                    | TVG       | -                | 1 episodi   |
| 2009 - 2010 | Matalobos                   | TVG       | Sandra           | 10 episodis |
| 2012        | Padre Casares               | TVG       | Nerea            | 3 episodis  |
| 2013        | El secreto de Puente Viejo  | Antena 3  | Eudosia          | 1 episodi   |
| 2013        | El tiempo entre costuras    | Antena 3  | Beatriz Oliveira | 1 episodi   |
| 2015 - 2016 | El Príncipe                 | Telecinco | Laura Hidalgo    | 8 episodis  |
| 2018        | Apaches                     | Antena 3  | Silvia           | 5 episodis  |
| 2018        | ULTIMO 5 – Caccia ai Narcos | Canale 5  | Laura Aguilar    | 2 episodis  |
| 2018        | El sabor de las margaritas  | TVG       | Pamela / Ana     | 6 episodis  |
| 2019        | Días de Navidad             | Netflix   | Valentina        | 1 episodi   |

## Premis
XXIX Premis Goya
| Categoría              | Película       | Resultado  |
| ---------------------- | -------------- | ---------- |
| Millor actru revelació | La isla mínima | Guanyadora |